# Thwaitesia argenteoguttata
Thwaitesia argenteoguttata là một loài nhện trong họ Theridiidae.
Loài này thuộc chi Thwaitesia. Thwaitesia argenteoguttata được Albert Tullgren miêu tả năm 1910.